# Роберт Фолкон Скотт
Ро́берт Фо́лкон Скотт (англ. Robert Falcon Scott; 6 червня 1868 — 29 березня 1912) — британський морський офіцер і керівник двох експедицій до Антарктиди. Навесні 1912 року Скотт із чотирма колегами підкорили Південний полюс другим після норвежця Руаля Амундсена. Повертаючись із полюса, всі учасники групи загинули від голоду та виснаження.

## Дитинство
Роберт Скотт служив корабельним скарбником на флоті. Після виходу у відставку, у 1826 році придбав маєток Аутлендс на околиці Плімута і виноробний завод на Хогейт-стріт. Четверо з п'яти його синів стали військовими: троє служили в Індійській армії і один — лікарем у Королівському військово-морському флоті. Батькову справу продовжував наймолодший з синів — Джон Едуард Скотт. 1862 року він одружився. Спочатку в Джона і Ганни народилися дві доньки: Роз і Етті.
6 червня 1868 року в приході Сток-Демерел (Девонпорт) з'явився перший син, якого назвали Роберт Фолкон. На час його народження батькові виповнилося 37 років; окрім справ на заводі й у маєтку він очолював місцеву Асоціацію консерваторів і обіймав посаду девонтпортського судді. Через два роки народився Арчибальд, а потім дівчатка Грейс і Кейт. Старшого з братів у родині зазвичай називали Коном.
У вісім років Робер Фолкон був зарахований до школи в Сток-Демерелі. Через чотири роки поступив до Початкового військово-морського училища імені Форстера у Стаббінгтон-хаусі (Фарем). 1881 року вдало здав іспити і був зарахований кадетом до учбової бази, яка розташовувалася на борту лінійного корабля «Британія» у порту Дартмута. На той час фінансовий стан родини погіршився, батько продав виноробний завод, а навчання вимагало значних коштів: ціна комплекту форми складала 40 фунтів стерлінгів, а щорічна оплата — близько 100 фунтів.

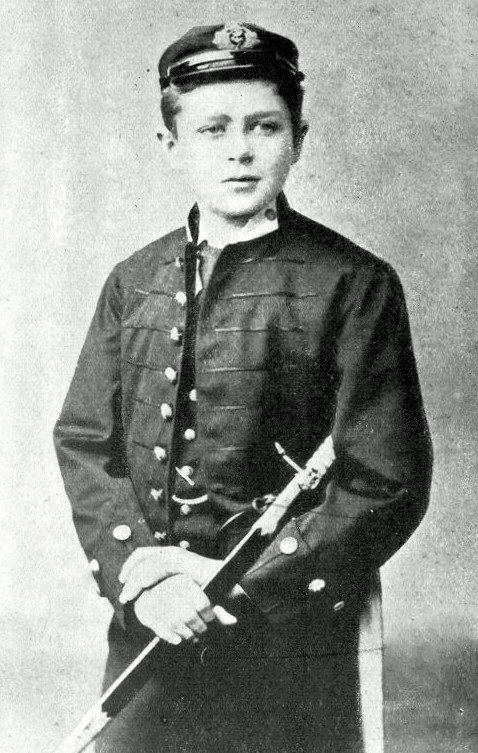
1882 рік.
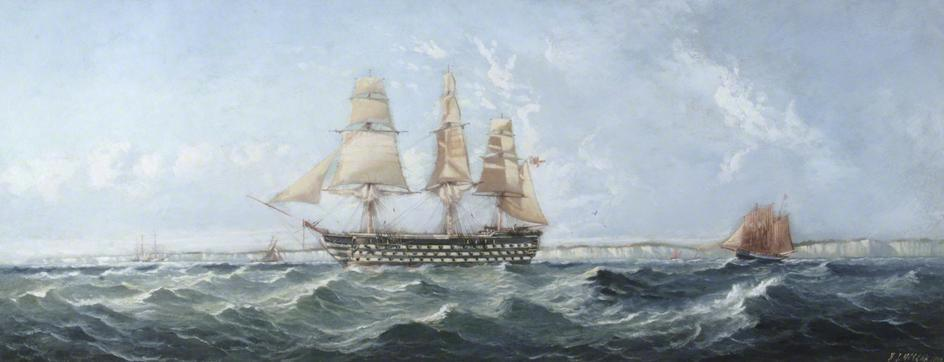
Учбовий корабель «Британія».

## Початок військової служби
У липні 1883 року Роберт Фолкон Скотт здав іспит на мічмана і отримав призначення на броньований корвет «Боадіцея». На флагмані Капської ескадри продовжувалося навчання на отримання офіцерського звання. До його функціональних обов'язків входило нести вахту на юті під наглядом вахтового офіцера, допомагати своїм безпосереднім начальникам на навчаннях і стрільбах, керувати шлюпкою або групою матросів, яка виконувала певні завдання за межами корабля. У цей час батько щорічно сплачував Адміралтейству по 50 фунтів стерлінгів, з яких Роберт отримував близько 30 фунтів.
З «Боадіції» перейшов на «Монарх» — лінкор третього класу з ескарди Ла-Маншу, на якому провів три місяці. У листопаді 1886 року був направлений на корвет «Ровер», один з чотирьох кораблів навчальної ескадри військово-морського флоту. Всі кораблі мали парові машини, але здебільшого ходили під вітрилами. Навесні наступного року він познайомився з Клементсом Маркемом, секретарем Королівського географічного товариства. На той час ескадра перебувала поблизу островів Вест-Індії, а Маркем знаходився там на запрошення командира ескадри, який доводився йому двоюродним братом.
У травні 1887 року ескадра повернулася у Портсмут, а наступного місяця для Роберта Скотта розпочала процедура отримання офіцерського звання. До серпня він здав п'ять іспитів з мистецтва мореплавання і став кандидатом у молодші лейтенанти. Потім був трьохмісячний курс навігації та математики у Гринвічському військово-морському училищі. Навчання продовжувалося у Портсмуті, де викладали лоцманську і мінерську справи, а також керування корабельною артилерією. Після цього — знову Гринвіч. Скотт навчався добре і отримав відмінні оцінки у чотирьох дисциплінах з п'яти. Наприкінці 1888 року двадцятирічний молодший лейтенант був направлений на корабель «Амфіон», який знаходився поблизу Ванкувера (Британська Колумбія).
На борту цього крейсера другого класу служив два роки, плавав у Тихому океані, біля західного узбережжя Америки і в Средземному морі. У серпні 1890 року отримав звання лейтенанта, а на початку наступного року вирішив продувжувати навчання торпедній справі у профільному училищі на кораблі «Вернон» у Портсмуті.

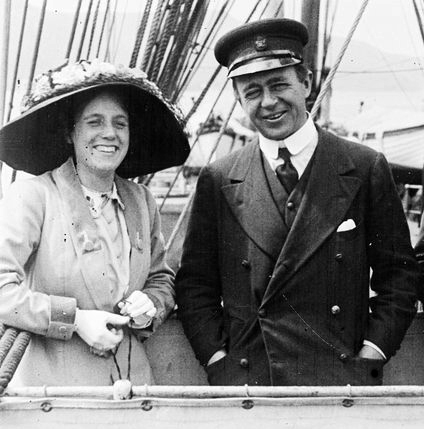
На борту корабля «Терра Нова» (1910)
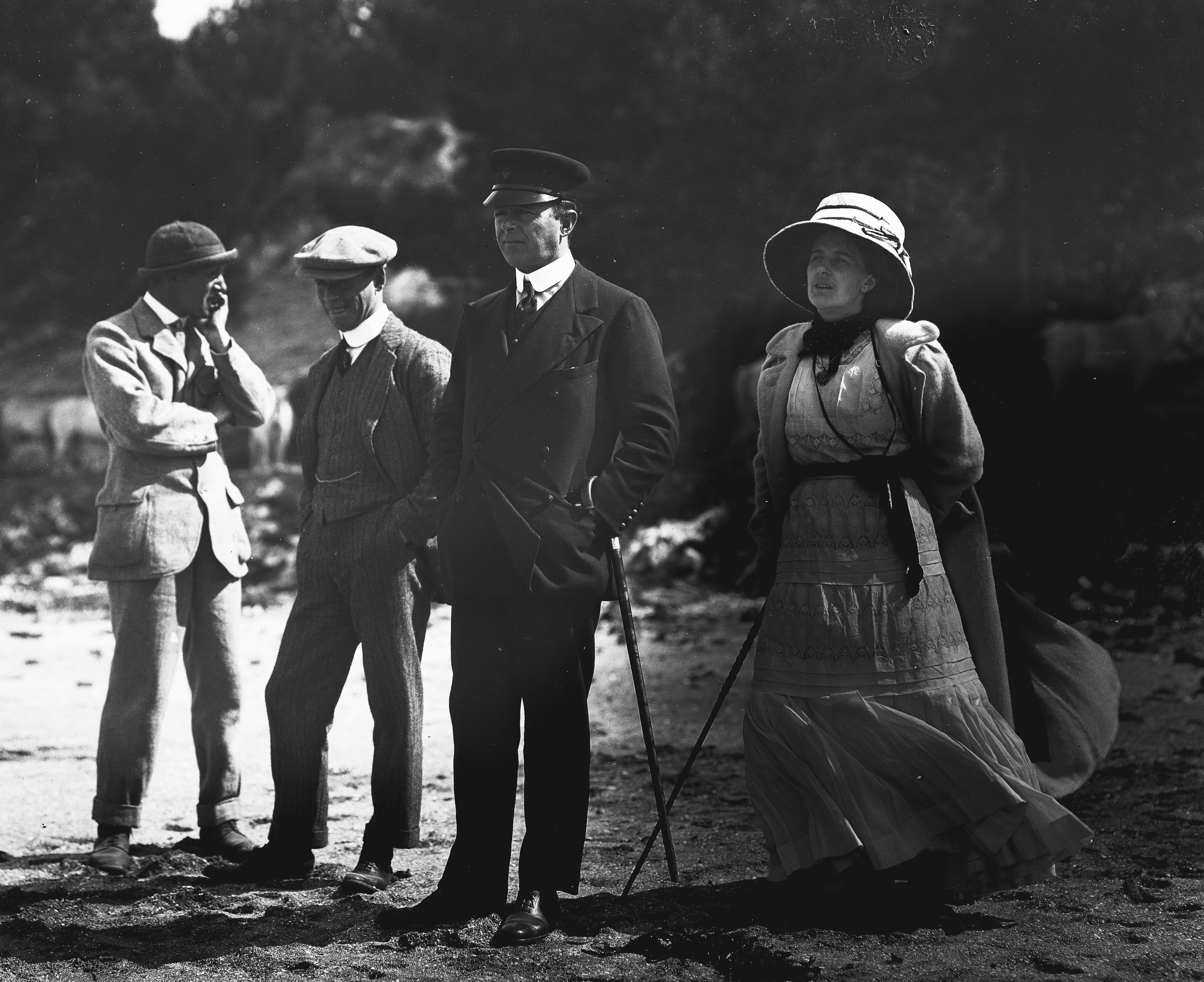
Нова Зеландія (1910)

Полярні дослідження зацікавили Скотта вже в зрілому віці передусім як шанс для швидкого просування службовими щаблями. У 1901–1904 та 1910–1913 роках організував дві антарктичні експедиції, друга з яких стала для нього фатальною.
У 1908 р. Скотт одружився з Кетлін Брюс, яка народила сина Пітера.

## Експедиція «Діскавері»
У 1901 році завдяки протекції Клементса Маркема, голови Британського королівського географічного товариства, Скотта призначили керівником антарктичної експедиції на кораблі «Діскавері». Серед членів екіпажу був зокрема Ернест Шеклтон, який згодом став одним із найвідоміших британських полярних дослідників. Метою виправи було дослідити території на південь від моря Росса. Експедиція відкрила Землю Короля Едварда VII, названу так на честь англійського монарха, та Полярне плато. Крім того, учасникам вдалося зібрати непересічний науковий матеріал про море Росса. 31 грудня 1902 року Скотт і лікар експедиції Едвард Вілсон досягли 82°17′ пд. ш., встановивши новий рекорд.

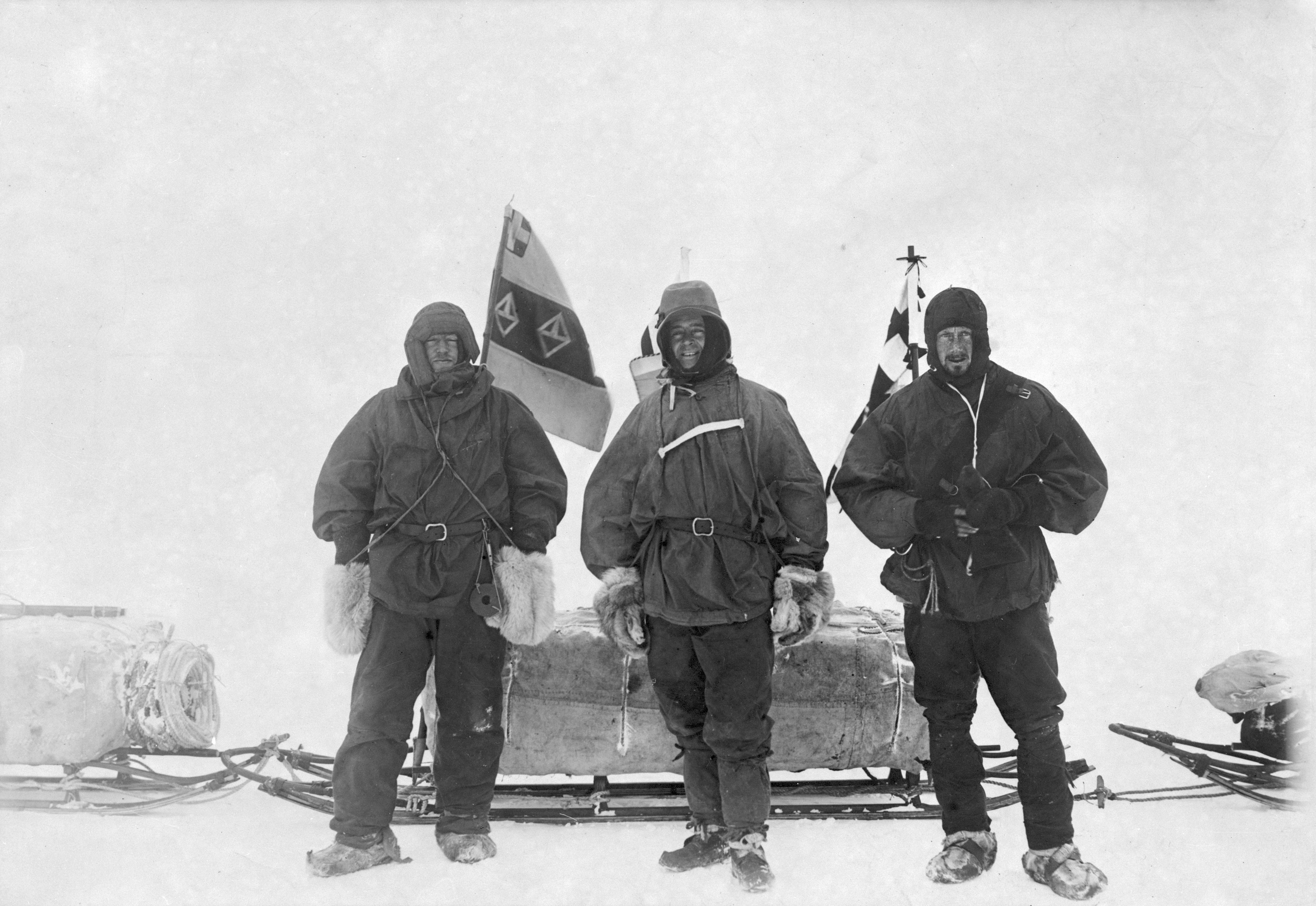
Шеклтон, Скотт і Вілсон
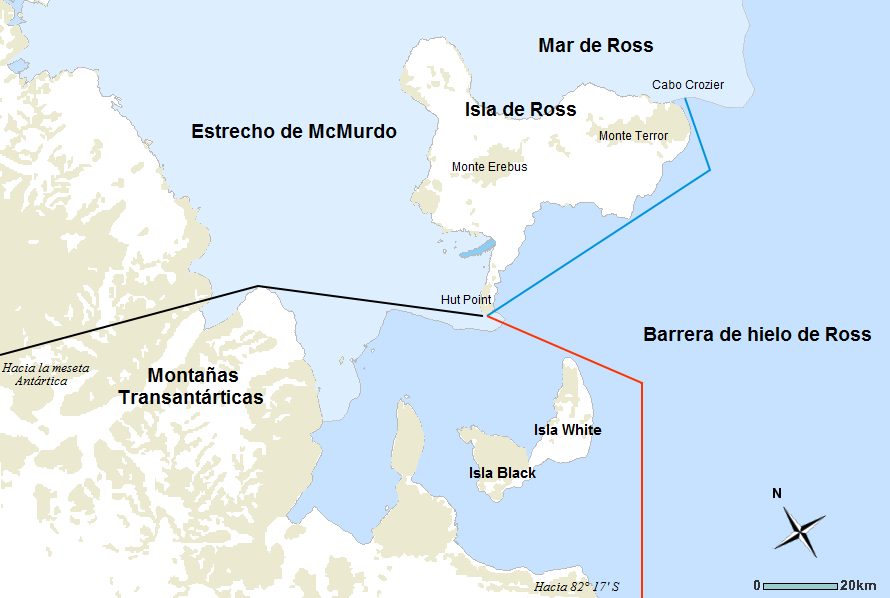
Мапа першої експедиції Скотта до Антарктиди.
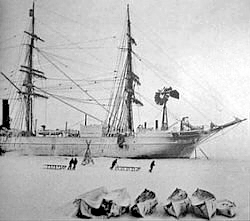
«Діскавері»

## Експедиція«Терра Нова»: підкорення Південного полюса

### Передумови та організація
Другий антарктичний похід Скотта почався 1910 року, невдовзі після того, як американці Пірі та Кук оголосили про підкорення Північного полюса. Корабель «Терра Нова» прибув до берегів Антарктиди приблизно одночасно з «Фрамом» Р. Амундсена, який вважався суперником Скотта в змаганні за відкриття полюса. Незважаючи на передусім наукове призначення англійської експедиції, поведінка Скотта доводила, що норвежці були для нього конкурентами (зокрема, у його щоденнику є постійні згадки про необхідність вирушити якомога швидше і знайти коротший шлях). Скотт отаборився на острові Росса в протоці Мак-Мердо і перезимував там, готуючись до походу, проводячи наукові дослідження та закладаючи продуктові склади на шляху до полюса (за маршрутом, прокладеним у 1909 році Шеклтоном). На відміну від Амундсена, він вирішив майже відмовитись від використання тяглових собак для перевезення вантажу: першу частину шляху мали подолати маньчжурські поні та дизельні трактори, а на фінальній стадії люди мали самі впрягтися в сани з харчами та обладнанням і дотягти їх до полюса.

### Шлях на південь

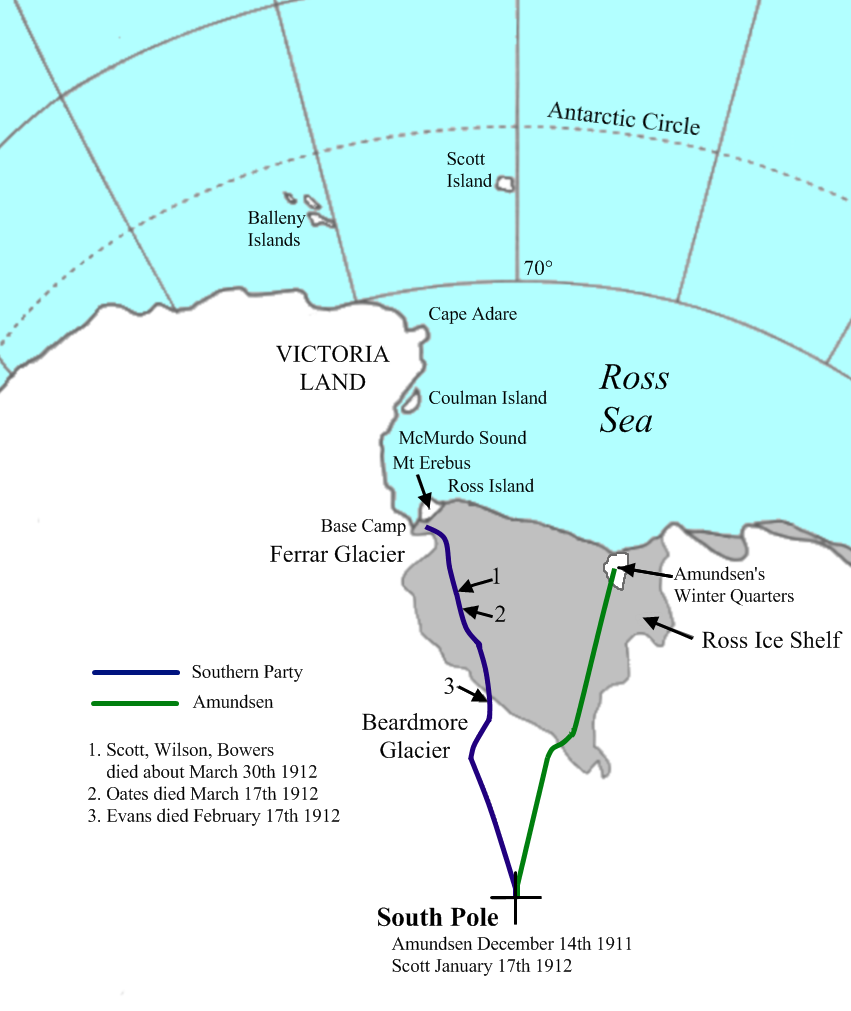
Зеленою лінією позначений маршрут групи Амундсена, синьою — Скотта.
1 — Місце загибелі Скотта, Вілсона і Боверса.
2 — Місце загибелі Оутса.
3 — Місце загибелі Еванса.

У похід пішло 9 людей, в тому числі полтавець Антон Омельченко. Після 85° пд. ш. шлях продовжили п'ятеро: сам Скотт, Генрі Боверс, Едвард Вілсон, Едгар Еванс та Лоуренс Оутс. Рішення Скотта узяти не трьох (як передбачалось), а чотирьох напарників згодом не раз критикували, адже продуктові пайки були розраховані на меншу кількість осіб, тому учасники експедиції не раз потерпали від недоїдання. Дорога до полюса через крижані поля льодовика Бірдмора була ускладнена ненадійністю транспортних засобів — маньчжурські поні були надто важкими для маневрування на порізаному тріщинами терені, а фураж для них займав багато місця, тому ослаблих тварин довелося добивати одну за одною; до того ж дизельні двигуни виявились нетривкими, тому люди мали тягти вантаж самі і швидко стомлювались від холоду та важкої праці. 9 січня 1912 року вони побили рекорд Шеклтона — 88°23' пд. ш. Одночасно в щоденнику Скотта з'являються записи про «каторжну працю» та надзвичайне виснаження членів команди, але повернутись на зимову базу він не схотів. Проте найгірше розчарування спіткало їх 17 січня, коли за кілька кілометрів до полюса вони побачили залишки табору норвезької експедиції Амундсена, що побувала там на місяць раніше. Тоді ж керівник експедиції записав:
Норвежці випередили нас і досягли полюса першими. Для нас це жахливе розчарування, мені шкода моїх вірних товаришів […] Завтра ми повинні дійти до полюса, а тоді повертатись додому якомога швидше. Зараз уже не час для ілюзій; повернення буде виснажливим.

### Повернення і загибель експедиції

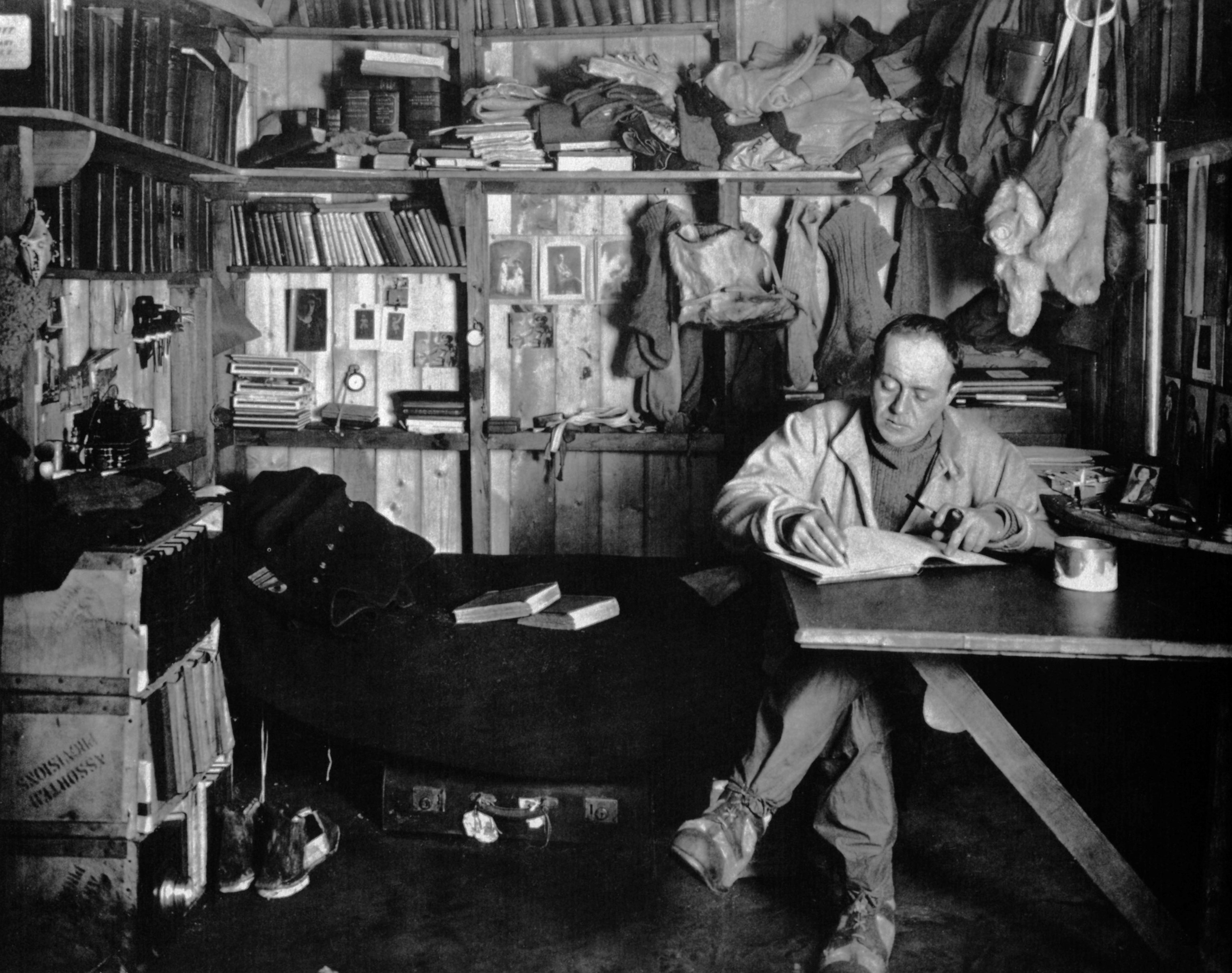
Скотт за щоденником. Мис Еванса (7 жовтня 1911 року).

Вони рушили назад у дуже поганому фізичному та моральному стані. Брак харчів і пального, несприятлива погода, відмороження та депресії вирішили долю експедиції. Першим після фізичного (ймовірно, цинги) та психічного розладу помер Еванс. Згодом Оутс відморозив ногу і не міг іти так швидко, як того вимагали обставини, а сповільнення темпу просування на північ загрожувало голодною смертю цілій експедиції. 16 березня, напередодні свого 32-го дня народження, Оутс вийшов із намету, сказавши товаришам фразу, яка згодом стала в Британії крилатою: «Я вийду і, можливо, трохи затримаюсь». Більше його не бачили.
Решта учасників спробувала йти далі, щоб досягти наступного продуктового складу, але за 20 км від нього зупинилась через снігову бурю. Вони були надто слабкими, щоб вийти з намета, і кілька днів пролежали там, втративши усі шанси на порятунок. 29 березня Скотт зробив у щоденнику останній запис:
Треба триматись до кінця, але ми дедалі слабшаємо, і кінець уже близький. Мені дуже шкода, але, здається, я більше не можу писати. Заради Бога, подбайте про наші сім'ї.
Він також залишив листа для своєї дружини, де зокрема просив її виховати в синові любов до природничих наук. За шість місяців експедиція Едварда Аткінсона знайшла записи Скотта та його товаришів у наметі поруч із мертвими тілами останніх трьох учасників походу.

## Образ Скотта в британській культурі XX ст

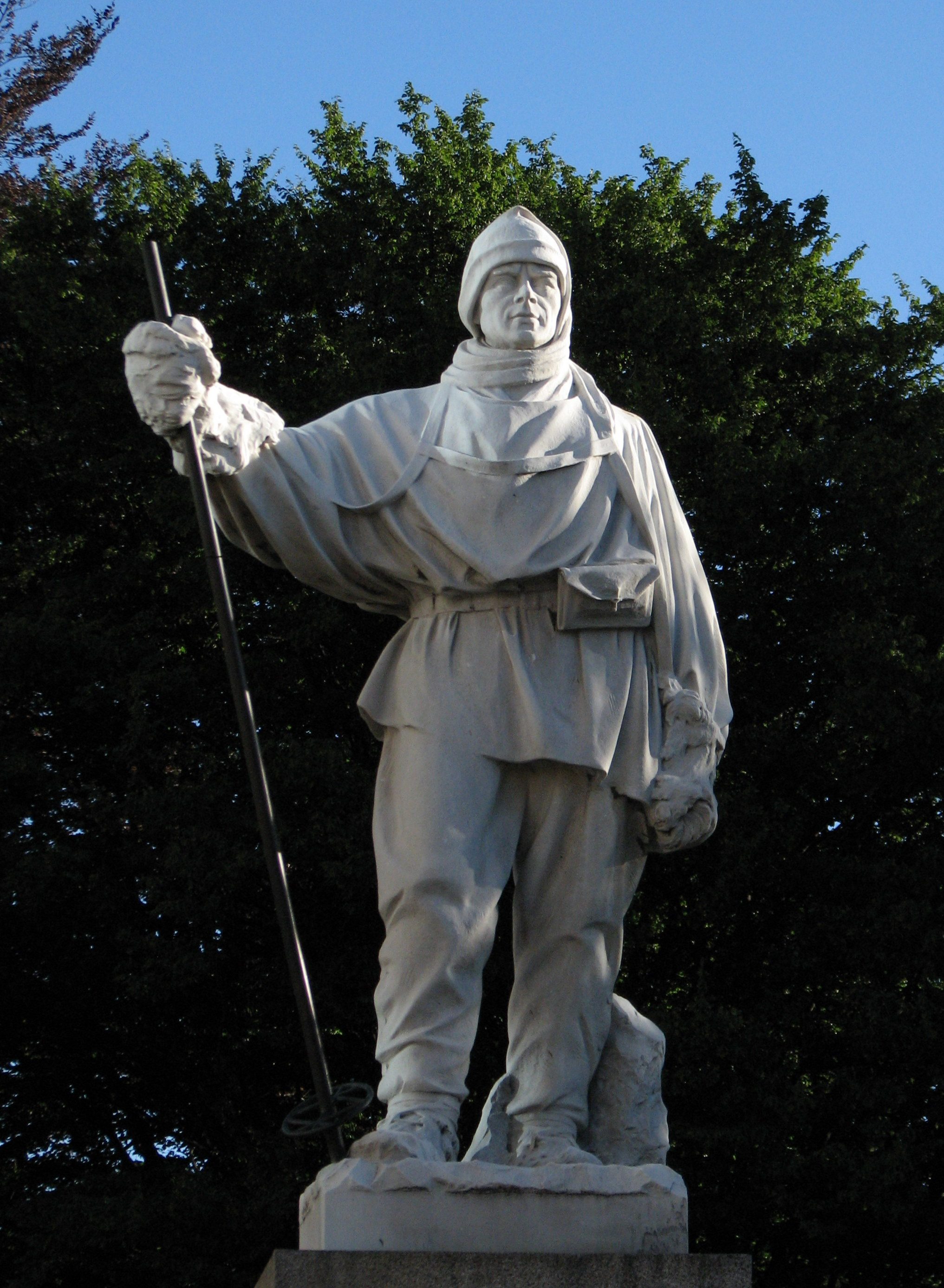
Статуя Роберту Фолкону Скотту у Крайстчерчі (скульптор Кетлін Скотт).

Остання експедиція Скотта та його особиста роль у подіях 1911—1912 рр. досі є предметом незгоди істориків. Одні вбачають у ньому британського національного героя, який сміливо кинув виклик Амундсенові в змаганні за підкорення полюса і знайшов у собі силу дійти до мети. Для інших Скотт є авторитарним кар'єристом, організаційна недбалість якого стала причиною смерті цілої команди. Хвиля патріотизму, що супроводжувала Першу світову війну 1914—1918 рр., сприяла утвердженню першої точки зору в британській історіографії: романтизований образ Скотта-героя до недавнього часу був поширений у шкільних підручниках країни і став символом «англійського духу» у численних публіцистичних і художніх творах.

### Видання українською
- Роберт Скотт. «Щоденник капітана Р. Скотта» = Robert Scott: The Journals / пер. з рос. Л. Єзерницький. — К. : Державне літературне видавництво, 1935. — 430 с.
- Роберт Скотт. «Полярний щоденник капітана Роберта Скотта» = Robert Scott: The Journals / пер. з англ. Іван Синєпалов. — К. : Пропала грамота, 2025. — 536 с. — 2000 екз. — ISBN 9786177918249.